# Barrundia
Barrundia község Spanyolországban, Arabában. Lakosainak száma 879 fő (2024).

## Földrajza
Barrundia Alegría-Dulantzi, San Millán, Salvatierra/Agurain, Iruraiz-Gauna, Elburgo/Burgelu, Vitoria-Gasteiz, Leintz-Gatzaga, Eskoriatza, Aretxabaleta és Oñati községekkel határos.

## Népesség
A település lakosságának változását az alábbi diagram mutatja:
| Lakosok száma | 623  | 755  | 795  | 875  | 906  | 915  | 903  | 883  | 895  | 879  |
|               | 2001 | 2004 | 2006 | 2009 | 2011 | 2014 | 2016 | 2019 | 2021 | 2024 |